# Vängskär
Vängskär är en ö i Åland (Finland). De ligger i Skärgårdshavet och i kommunen Kökar i landskapet Åland, i den sydvästra delen av landet. Öarna ligger omkring 65 kilometer öster om Mariehamn och omkring 220 kilometer väster om Helsingfors.
Arean för den av öarna koordinaterna pekar på är 5,1 hektar och dess största längd är 410 meter i öst-västlig riktning. Ön höjer sig omkring 10 meter över havsytan.
I övrigt finns följande på Vängskär:
- Mörskäret (klippor)